# Kamal Bey
Kamal Ameer Bey (ur. 3 stycznia 1998) – amerykański zapaśnik walczący w stylu klasycznym. Olimpijczyk z Paryża 2024, gdzie zajął jedenaste miejsce w kategorii do 77 kg. Siódmy na mistrzostwach świata w 2018 roku. 
Triumfator igrzysk panamerykańskich w 2023. Złoty medalista mistrzostw panamerykańskich w 2023 i 2025, srebrny w 2019 i brązowy w 2024. Trzeci na wojskowych MŚ w 2024. Mistrz świata juniorów w 2017 roku.
Zawodnik Oak Park and River Forest High School z Oak Park i Daymar College z Owensboro.